# Ko e Iki he Lagi
Ko e Iki he Lagi (Le seigneur du Paradis) est l'hymne national de Niue. L'auteur des paroles et de la musique sont inconnus. L'hymne a été adapté par Sioeli Fusikata. Il fut adopté en 1974, lorsque Niue devint un pays indépendant.

## Paroles

### Paroles enniuéen
Ko e Iki he Lagi

Kua fakaalofa mai

Ki Niue nei, ki Niue nei

Kua pule totonu

E Patuiki toatu

Kua pule okooko ki Niue nei

Ki Niue nei, ki Niue nei

Ki Niue nei, ki Niue nei

Ki Niue nei, ki Niue nei

Ki Niue nei

Kua pule okooko ki Niue nei

Kua pule ki Niue nei

### Traduction enanglais
The Lord in Heaven

Who loves

Niue

Who rules kindly

The Almighty

Who rules completely over Niue

Over Niue, Over Niue

Over Niue, Over Niue

Over Niue, Over Niue

Over Niue

Who rules completely over Niue

Who rules over Niue

### Traduction enfrançais
Le Seigneur dans les cieux

Qui aime

Niue

Lui qui gouverne gentiment

Le Tout-Puissant

Qui règne complètement sur Niue

Au-dessus[réf. nécessaire] de Niue, Au-dessus de Niue

Au-dessus de Niue, Au-dessus de Niue

Au-dessus de Niue, Au-dessus de Niue

Au-dessus de Niue

Qui règne complètement sur Niue

Qui règne sur Niue